# Heinkel He 50
L'Heinkel He 50, precedentemente designato Heinkel HD 50, era un bombardiere in picchiata biplano prodotto dall'azienda tedesca Ernst Heinkel Flugzeugwerke AG negli anni trenta. Originariamente progettato per la Marina imperiale giapponese venne prodotto in piccola quantità anche per equipaggiare le unità di bombardamento in picchiata della Luftwaffe nella fase precedente allo scoppio della seconda guerra mondiale ed utilizzato sino alla fine della guerra nel ruolo di bombardiere notturno.

## Storia del progetto
L'He 50 nasce dall'esigenza da parte della Marina imperiale giapponese di dotarsi di un bombardiere in picchiata imbarcato di nuova concezione. Nel 1931 viene contattata la Heinkel dove viene invitata a proporre un progetto che prevedesse una fusoliera a due posti in tandem, un carrello d'atterraggio sia dotato di ruote che di galleggianti per una versione idrovolante, che potesse portare un carico di bombe fino a 250 kg e che potesse essere usato abbinato ad una catapulta per il decollo in mare aperto. Per soddisfare queste esigenze nell'estate del 1931 è pronto il primo prototipo, l'He 50aW, caratterizzato dalla versione idro a scarponi.
Il velivolo ricorreva all'allora usuale tecnica mista, ovvero struttura in tubi d'acciaio saldati ricoperta in tela e compensato, e la motorizzazione era affidata ad uno Junkers L5, un 6 cilindri in linea capace di 350 CV (257 kW) a 1 500 giri/min. Questa prima versione risultò però sottopotenziata quindi si fece seguito ad un secondo prototipo, l'He 50aL, fornito questa volta di un tradizionale carrello d'atterraggio fisso e da un più potente radiale Siemens Jupiter VI, il britannico Bristol Jupiter prodotto su licenza dall'azienda tedesca. Successivamente ne venne prodotto un altro esemplare che assunse la denominazione He 50b. Il successivo modello, il terzo prototipo prodotto denominato He 66, venne sviluppato dall'He 50aL che fornito all'Aichi Tokei Denki KK ne iniziò immediatamente la produzione rinominandolo Aichi D1A..
L'He 50 era dotato di una fusoliera a sezione rettangolare ed era caratterizzato da una configurazione alare biplana con ala superiore ed inferiore di egual misura e realizzate in legno e compensato e dotate entrambe di alettoni.

## Impiego operativo

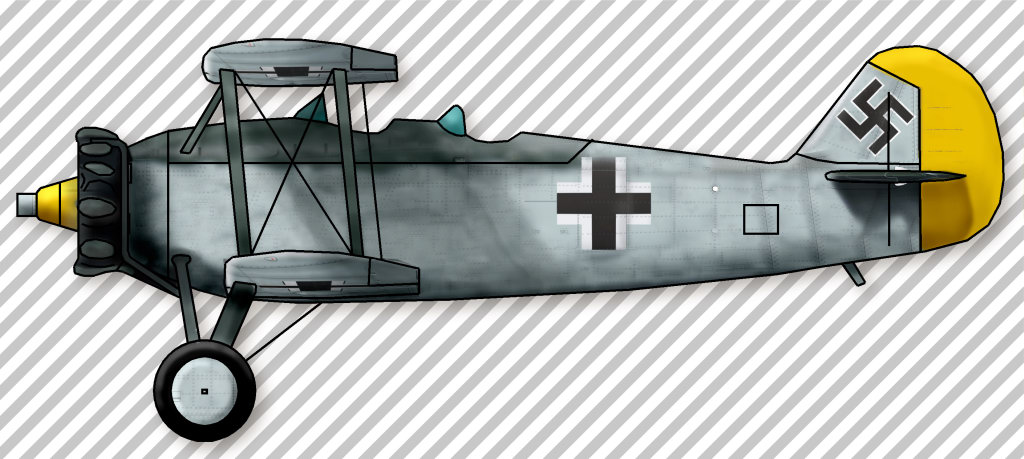
L'He 50 in livrea bellica.

L'He 50aL venne ridesignato He 50 V1 e presentato all'allora Bundesminister der Verteidigung, Ministro della difesa tedesco, nel 1932. Il velivolo dimostrò interesse e ne vennero commissionati 3 esemplari di pre produzione per ulteriori valutazioni e successivamente altri 60, designati He 50 A-1, che vennero prodotti durante l'estate 1933. La Repubblica di Cina ne ordinò un piccolo lotto di 12 esemplari richiedendo però l'applicazione di una cappottatura aerodinamica per il motore, che la Heinkel denominò He 66b.
Ridesignato He 50B, il velivolo venne impiegato nella Luftwaffe ed assegnato, dal 1935, nei reparti di bombardamento in picchiata fino alla sua sostituzione, dopo breve tempo, prima dai biplani Henschel Hs 123 e poi, appena furono disponibili, dai più moderni ed efficaci Junkers Ju 87. Gli He 50 vennero tolti dalla prima linea e destinati come addestratori nella tecnica di bombardamento in picchiata nelle scuole di volo tedesche.
Nell'estate del 1943, per sopperire alla mancanza di mezzi aerei dovuti alle sorti avverse alla Germania nazista nelle ultime fasi della seconda guerra mondiale, gli He 50 rimasti in servizio vennero riconvertiti come bombardieri notturni, inviati sul fronte orientale ed impiegati in azioni di disturbo fino al settembre 1944, quando le unità furono sciolte.

## Versioni
- He 50aW - primo prototipo costruito in configurazione idro, dotato di motore 6 cilindri in linea da 350 CV (257 kW), un esemplare prodotto gravemente danneggiato in un atterraggio di fortuna
- He 50aL - secondo prototipo dotato di tradizionale carrello d'atterraggio e dotato di radiale Siemens Jupiter VI (Gnome-Rhone/Bristol) da 495 CV (365 kW)
- He 50b - terzo prototipo denominato He 66 e destinmato all'esportazione; tre esemplari dotati di motore Bramo 322B (SAM 22B) da 500 CV (368 kW) realizzati per valutazioni da parte della Luftwaffe
- He 50A - versione bombardiere in picchiata e ricognitore realizzata per la Luftwaffe in 60 esemplari
- He 50L - redisegnazione del He 50A, produzione di serie; 25 esemplari prodotti dalla Heinkel e 35 dalla Bayerische Flugzeugwerke (BFW), dotati di motore Bramo 322B

Fonte: Eden and Moeng.

## Utilizzatori
Germania
- Luftwaffe

operò con 60 esemplari di He 50A.
 Giappone
- solo il prototipo He 50b